# Jan Krzakowski
Jan Krzakowski (ur. 1883 zm. 16 lutego 1936 w Białymstoku) – polski prawnik, adwokat. Pierwszy wojewoda wołyński w II Rzeczypospolitej.
Ukończył gimnazjum w Kielcach, później studia prawnicze. Po odbyciu aplikacji prowadził własną kancelarię adwokacką. Od 14 marca 1921 do 7 lipca 1921 był pierwszym wojewodą wołyńskim. 21 maja 1921 r. wydał rozporządzenie nt. języka urzędowego na obszarze województwa. W latach trzydziestych XX wieku pracował jako sędzia Sądu Apelacyjnego.